# مزرعة سيف أباد
مزرعة سيف‌ أباد هي قرية في مقاطعة كاشان، إيران. عدد سكان هذه القرية هو 19 في سنة 2006.